# Barnvagnsmarschen
Barnvagnsmarschen är en kampanj mot mödradödligheten i världen, som arrangeras av Riksförbundet för sexuell upplysning, RFSU. Marschen anordnades för allra första gången 1937, i samband med den danske läkaren J H Leunbachs frisläppande. Han hade suttit fängslad för att ha genomfört säkra men olagliga aborter och Barnvagnsmarschen genomfördes till stöd för Leunbachs engagemang.
År 2010 tog RFSU upp marschen på nytt, med ca 800 deltagare som resultat i Stockholm. Sedan dess har Barnvagnsmarschen växt för varje år genom ett ökande antal engagerade privatpersoner och lokalföreningar, som ordnat egna marscher. 2017 genomfördes marscher på 49 orter runt om i landet, med totalt ca 3 900 deltagare.
Med marschen vill RFSU uppmärksamma att ca 800 kvinnor om dagen dör på grund av bristande tillgång till mödrahälsovård, preventivmedel och säkra aborter. Mödradödligheten är störst bland de som lever i fattigdom och majoriteten bor i låg- och medelinkomstländer. Barnvagnsmarschen vill bidra till att lyfta frågan och påverka för att förändra situationen.
Barnvagnsmarschen i Stockholm avslutas varje år med att politiska krav lämnas över till en minister på Mynttorget. Dessa uttrycker en önskan om att Sveriges regering, som en viktig röst i internationella sammanhang, ska ta ledarskap för att minska mödradödligheten i världen.